# ReZARD
ReZARD（リザード）は、YouTuberであるヒカルが2019年に創業した、アパレルおよびコスメブランドである。

## 歴史
- 2019年
  - 11月に創業。ネット通販にてサービスを開始した[1]。1日で2000万円の売り上げを記録し注目を集めた[2]。

- 2020年
  - 2月20日 - 大手アパレルブランド#FR2とコラボレーションする事が決定した[3]。
  - 2月26日 - アパレルブランド「ReZARD」として関西コレクションに出演予定だったが新型コロナウイルスの影響で中止となった事が発表された[4]。
  - 4月2日 - ロコンドとのコラボシューズを発売すると動画で発表し同日から販売を開始した。さらに、ヒカルと宮迫博之のロコンドテレビCMを賭けてコラボレーションした靴の売り切れを条件に田中裕輔ロコンド社長がヒカルx宮迫博之のCM出演を約束した[5]。
  - 4月9日に公開した動画でロコンドとのコラボシューズが販売開始日から3日で売り上げ2億円を達成したためヒカルと宮迫のテレビCM出演が決定した[5]。
  - 4月14日 - ロコンドがReZARDとのコラボシューズの売り上げが6億円を超えたことを発表した[6]。
  - 6月 - 第三弾のリリースからユニセックス展開を視野に入れ、モデルとして門りょうを器用した。それまでのパーカやスウェットなどのラインナップに加えバッグや小物などもリリース。。
  - 7月20日 - DJ集団、レペゼン地球のメンバーDJふぉいが展開するアパレルブランドLuxury Love.とコラボレーション。コラボアイテム売上げ4億でTVCM・8億で実店舗販売宣言した[7]。
  - 7月28日 - 売上が累計10億円を突破した。なお、レぺゼンコラボの靴を販売後は、累計13億円を突破している。
  - 8月24日 - 日本を代表する現代アーティスト村上隆とコラボレーションの約束を取り付ける動画を公開した[8]。
  - 11月 - 株式会社コナミデジタルエンタテインメントが制作しているモバイルゲーム『実況パワフルプロ野球』とのコラボを発表した。コラボアイテムとしてスタジャンなどを展開した。[9][10]。
  - 12月18日 - ファッションブランド「glamb」とのコラボレーションを行なった。[11]。
- 2021年
  - 3月8日 - ラフォーレ原宿にてポップアップストアを開催した。ReZARDとしては初の単独ポップアップショップであり、混雑緩和のため一部期間は入店予約を実施していた。[12]。
  - 7月16日 - BRAIN SLEEPとのコラボ（第1弾）を行なった。ナイトウェアなどのアイテムを販売。
  - 7月17日 - メガネ・サングラスの製造販売を手掛けるOWNDAYS株式会社と共にOWNDAYS心斎橋店にてギネス世界記録チャレンジした。「Most spectacles/glasses sold in eight hours（8時間に売れた眼鏡の最多個数）」に挑戦し、当時のギネス世界記録に認定された。[13]。
  - 9月18日 - ReZARDのコスメライン「ReZARD beauty」がスタートした。商品展開として基礎化粧品３種類×２（しっとりorさっぱり）をリリース。
  - 9月23日 - 「＠cosme STORE」をはじめ、全国で販売を開始。@cosme TOKYOの3階では発売日の23日に、JR博多シティの3階スタジオテラスと大阪のTSUTAYA EBISUBASHI4階では25日にヒカル本人が来場するお渡し会を開催。また全国３都市（東京・大阪・福岡）のアットコスメ店舗にて販売記念イベントを実施。[14]。
- 2022年
  - 3月3日 - 現代アーティスト山口真人とのコラボを行なった。販売アイテムとしてチャリティTシャツを制作、利益をウクライナ大使館へ寄付した。
  - 3月17日 - BRAIN SLEEPとのコラボ（第２弾）を行なった。スリープウェアなどのアイテムを販売。
  - 4月19日 - エクソソーム化粧品原料「セルソース Exosome」を開発した再生医療関連事業のセルソースと、高機能美容クリーム「リザードビューティ クリーム」を開発、発売した。[15]。
  - 7月1日 - ReZARD(リザード)カフェin BOX cafe 表参道 としてBOX cafe&space 表参道ヒルズ店にて、期間限定のコラボカフェを開催した。「ReZARD」のコンセプトをヒントにしたコラボメニューを販売、またコラボ開催を記念したコラボカフェのオリジナルグッズも展開した。[16]。
  - 9月8日 - B.LEAGUE所属のプロバスケットボールチーム福島ファイヤーボンズのユニフォームスポンサー就任 及び ふるさと納税コラボ商品展開を行なった。[17]。
  - 10月4日 - ReZARD beauty の新商品群となるメイクアップラインをカラーコスメの受託開発・製造（＝OEM/ODM）国内最大手である株式会社トキワ（本社：東京都北区、代表取締役社長：金井　博之）と共同開発し販売開始した。メイクアップラインはコンシーラーパレット、リップ、アイブロウの３点。[18]。
- 2023年
  - 4月5日 -  「Air mini」とのコラボ商品「ReZARD Air」 を販売した。[19]。
  - 6月21日 -  イラストレーター「さいとうなおき」とのコラボレーションを行なった。フーディやTシャツ、クッションなどのアイテムを販売。
  - 6月21日 -  川後陽菜が手掛けるアパレルブランド「YONAKA」とのコラボレーションを行なった。[20]。
- 2024年
  - 4月1日 -  ReZARD beautyの定期購入者を対象とした動画サイトメンバーシップ「ReZARD membership」を開始。

## 品質・コンセプト
ReZARDのコンセプトは「ハイブランドと同じ着心地の服をハイブランドよりも圧倒的に安く」と「着心地の良さを追求し、こだわりを持った上質な生地をシンプルかつラグジュアリーなデザインに」である。